# Star Wars: The Force Unleashed
Star Wars: The Force Unleashed é um jogo eletrônico de videogame do projeto multimídia The Force Unleashed da LucasArts. Foi desenvolvido para PlayStation 2, PlayStation 3, Wii, PC, Xbox 360, iPhone, N-Gage, Nintendo DS, PSP e aparelhos celulares equipados com Java.
O jogo foi lançado na América do Norte em 16 de setembro, na Austrália e sul da Ásia em 17 de setembro e na Europa em 19 de Setembro de 2008. Um demo do jogo para PlayStation 3 d Xbox 360 foi disponibilizada para download em 21 de agosto, logo depois, um nível foi disponibilizado para download nos dois sistemas em 5 de dezembro.
Após o lançamento do jogo, a LucasArts anunciou o lançamento de uma nova versão do jogo, desta vez para PC e Mac também além das plataformas já citadas, intitulado Star Wars: The Force Unleashed-Ultimate Sith Edition, que promete dar continuidade a história.

## Enredo
A história se passa entre  os eventos de A Vingança dos Sith (Episódio III) e Uma Nova Esperança (Episódio IV):
Os espiões do Império localizam no planeta Kashyyyk um Cavaleiro Jedi sobrevivente que lidera uma resistência dos Wookiees contra as Forças Imperiais. Darth Vader vai até o planeta para eliminar o Jedi e esmagar a resistência.
Durante o duelo, Lorde Vader sente a presença de alguém muito poderoso com a Força. Vader nota que se tratava de um menino, o filho do Jedi e leva-o consigo para fazê-lo seu aprendiz Sith.
O Código Sith diz que só pode existir dois Lordes Sith no comando da Ordem, um mestre e um aprendiz, então Vader decide manter seu aprendiz oculto na Super Star Destroyer Executor, tripulada apenas por dróides imperiais.
Com o passar do tempo, Darth Vader envia seu aprendiz aos secretos nos cantos mais remotos da Galáxia com a missão de exterminar Cavaleiros Jedi sobreviventes. As missões são testes para que o aprendiz mostre se é realmente poderoso o suficiente para ajudar Vader a derrotar o Imperador.
A primeira missão do aprendiz é assassinar o Mestre Rahm Kota, um militar que durante as Guerras Clônicas não teve clones em seus esquadrões, preferindo ter sua própria milícia e que agora lidera uma série de ataques contra o Império.
O aprendiz parte em sua nave, a Rogue Shadow, junto com seu dróide PROXY e sua nova piloto, a Cap. Juno Eclipse, selecionada por Vader para levar seu aprendiz em missões secretas, para a lua Nar Shaddaa, onde Rahm Kota realizava um ataque a uma estação espacial.
O confronto ocorre numa estação espacial na órbita da lua. Durante o duelo, Kota tem uma visão do futuro, sente que Darth Vader não seria o mestre do rapaz para sempre, que tinha visto a si mesmo no futuro do aprendiz. O aprendiz não dá ouvidos e golpeia Kota, o atirando para fora da estação.
De volta a Executor, Darth Vader diz que o aprendiz precisava de mais treinamento e o manda para o antigo Templo Jedi em Coruscant, onde existiam locais místicos, ideais para o treinamento. No Templo, ele confronta a visão de Darth Desolous.
Vader o envia para Raxus Prime, um tipo de planeta lixão, habitado por rodianos e Jawas, interessados no negócio de sucata. O aprendiz localiza um outro templo Jedi feito de sucata no planeta, onde confronta o Jedi Kazdan Paratus.
O aprendiz é enviado novamente ao Templo Jedi em Coruscant, onde confronta a Sith Darth Phobos. Durante o duelo, os sentimentos ocultos do aprendiz vêem a tona, incluindo sua atração pela Capitã Juno.
A próxima missão é ir ao planeta Felucia, confrontar a mestra Jedi Shaak Ti. Durante o duelo, Shaak Ti diz que o rapaz estava desperdiçando seus dons ao servir ao Lado Negro, e que logo iria conhecer a traição dos Sith. Derrotada, Shaak Ti se atira ao poço de Carkoon, morada da criatura Sarlacc.
O aprendiz recebe ordens para retornar a Executor, onde ele e Vader iriam planejar um ataque ao Imperador. Porém, espiões do Imperador seguiram o aprendiz e informam ao Imperador, que aparece de surpresa na estação.
O Imperador, sentindo-se traído por Vader, ordena que ele mate o aprendiz para provar sua lealdade ao Império. Vader golpeia o aprendiz e o joga para fora da Executor.
O aprendiz desperta numa cama de uma unidade médica, lá, um holograma de Vader se justifica sobre o ocorrido e diz que o aprendiz agora deveria agir por conta própria, pois o Imperador já levantara algumas suspeitas. Darth Vader ainda o instrui a se unir a um grupo de Rebeldes que lutam contra o Império, pois assim conseguiria desviar a atenção do Imperador.
O aprendiz lembra do que Kota havia lhe dito e parte novamente para Nar Shaddaa.
O aprendiz vai recrutando várias pessoas seguindo o conselho de Vader. Este ordenou que o mesmo fizesse uma Aliança Rebelde. Em um planeta deserto, esta aliança será forjada. Contudo, Darth Vader aparece, prende os rebeldes e ataca seu aprendiz. Este descobre que foi enganado e que Vader apenas queria destruir os rebeldes. Cheio de magoas, o aprendiz vai até a Estrela da Morte para recuperar os companheiros presos. É assim que seu apelido é criado: Starkiller (Matador da Estrela). Depois de vencer inúmeros soldados, chega a vez do aprendiz desafiar seu mestre. Após uma longa luta, Darth Vader é vencido.
A partir daí existem dois finais: se escolher assassinar Darth Vader, os prisioneiros são mortos e Starkiller torna-se aprendiz do Imperador Palpatine, ou seja, um Sith, que como primeiro ato de Sith, tem que matar Kota. Starkiller engana o Imperador e o ataca, mas após essa revolta, o Imperador o derrota. Caso escolha derrotar o Imperador, os prisioneiros fogem e uma parte da estrela da morte é destruída. O jovem aprendiz falece e os rebeldes conseguem formar sua aliança sob o símbolo da família de Starkiller. Ou seja, em qualquer das escolhas o aprendiz morrerá.
Foi lançada uma continuação do jogo chamada Star Wars The Force Unleashed II. O personagem principal é um clone de Starkiller que foge de Kamino para encontrar o general Kota e Juno.

## Personagens e elenco
- Galen Marek .... Samuel Witwer
- Darth Vader .... Matt Sloan
- Kento Marek .... Tom Kane

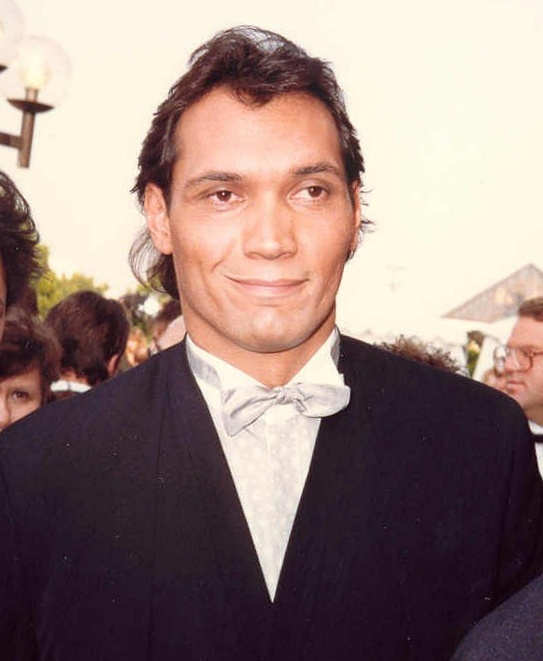
Jimmy Smits dublou Bail Organa.

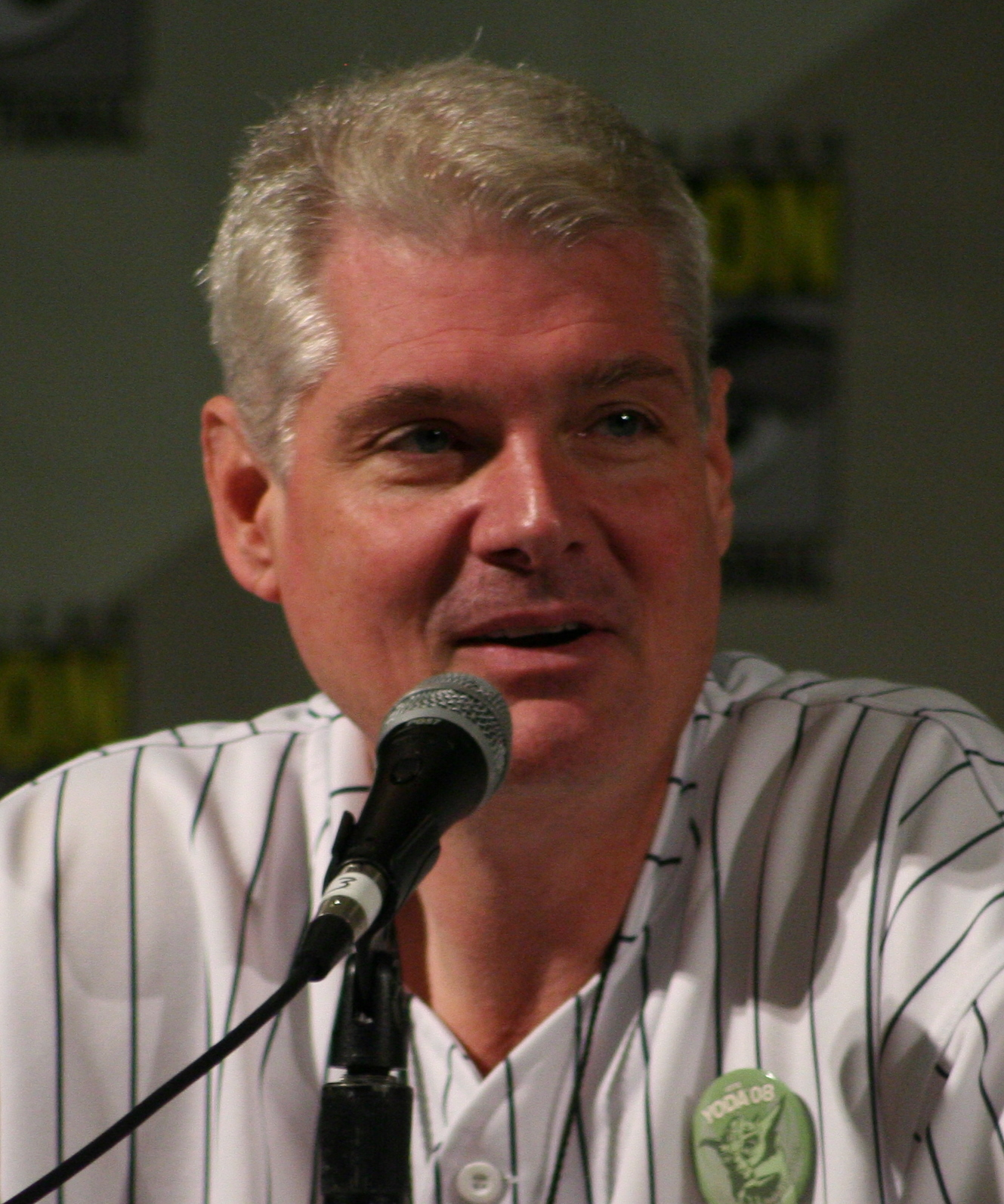
Tom Kane dublou Kento Marek.

- Capitã Juno Eclipse .... Nathalie Cox
- PROXY .... David W. Collins
- General Rahm Kota .... Cully Fredrickson
- Darth Desolous .... Kristoffer Tabori
- Drexl
- Kazdan Paratus .... Larry Drake
- Darth Phobos .... Kari Wahlgren
- Shaak Ti .... Susan Eisenberg
- Maris Brood .... Adrienne Wilkinson
- Imperador Palpatine .... Samuel Witwer
- Senador Bail Organa .... Jimmy Smits
- Princesa Leia Organa .... Catherine Taber
- R2-D2
- Lobot
- Kleef .... Kristoffer Tabori
- Cho'paa .... Billy Brown
- Senador Garm Bel Iblis .... Kristoffer Tabori
- Mom Mothma

## Lugares
- Kashyyyk
- Nar Shaddaa
- Templo Jedi
- Raxus Prime
- Felucia
- Bespin
- Estrela da Morte

## Veículos
- Rogue Shadow, nave do aprendiz secreto de Vader;
- AT-ST, controlado por soldados do Exército Imperial;
- AT-AT, robôs gigantes do Império, os mesmos que aparecem no Ep.5 em Hoth;

## Tecnologia
O jogo utiliza as mais recentes tecnologias utilizadas em um jogos eletrônicos:
- Digital Molecular Matter (DMM), por Pixelux Entertainment (realismo das propriedades físicas do meio ambiente);
- Euphoria pela NaturalMotion Ltd. (simulação de comportamento de NPCs como GTA IV);
- A Havok Física é também explorada.

A versão do Wii tem um modo Versus, onde pode-se jogar como um Jedi ou Sith em uma arena, mas é desprovida da tecnologia Euphoria, e as capacidades de outras tecnologias parecem reduzidas.